# آئوموری
آئوموری از شهرهای استان آئوموری ژاپن است که جمعیت آن ۳۰۵٬۸۸۴ نفر بوده‌است.